# Meioneta fuscipes
Meioneta fuscipes là một loài nhện trong họ Linyphiidae.
Loài này thuộc chi Meioneta. Meioneta fuscipes được Ralph Vary Chamberlin & Wilton Ivie miêu tả năm 1944.